# Lophopetalum subobovatum
Lophopetalum subobovatum är en benvedsväxtart som beskrevs av King. Lophopetalum subobovatum ingår i släktet Lophopetalum och familjen Celastraceae. Inga underarter finns listade.